# 奥尔让-布朗什方丹
奥尔让-布朗什方丹（法語：Orgeans-Blanchefontaine，法語發音：[ɔʁʒɑ̃ blɑ̃ʃfɔ̃tɛn]）是法国杜省的一个市镇，属于蒙贝利亚尔区。该市镇于1973年由原市镇奥尔让（Orgeans）和布朗什方丹（Blanchefontaine）合并而成。

## 地理
奥尔让-布朗什方丹（47°15'48"N, 6°44'37"E）面积4.83 平方千米，位于法国勃艮第-弗朗什-孔泰大區杜省，该省份为法国东部内陆省份，北起上索恩省，西接汝拉省，东部及东南部与瑞士接壤，东北部与贝尔福地区省接壤。
与奥尔让-布朗什方丹接壤的市镇（或旧市镇、城区）包括：瓦洛雷耶、巴特南-瓦兰、莱布雷瑟、库尔-圣莫里斯、弗勒雷、芒斯南利泽尔讷、蒙德武涅、沃克吕索特。

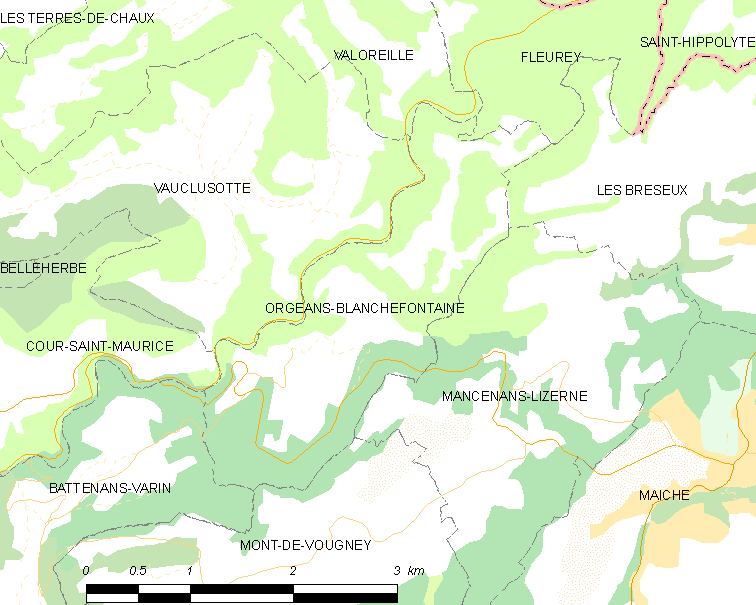
奥尔让-布朗什方丹的OSM定位图

奥尔让-布朗什方丹的时区为UTC+01:00、UTC+02:00（夏令时）。

## 行政
奥尔让-布朗什方丹的邮政编码为25120，INSEE市镇编码为25433。

## 政治
奥尔让-布朗什方丹所属的省级选区为迈什县。

## 人口

1962-2008年间奥尔让-布朗什方丹人口变化图示

奥尔让-布朗什方丹于2022年1月1日时的人口数量为40人。